# Тведален
59°01′54″ пн. ш. 9°52′26″ сх. д. / 59.03169° пн. ш. 9.87376889° сх. д.
Тведален (місцева вимова: Tvæidarn) — хутір у муніципалітеті Ларвік. Він відомий великими кар'єрами ларвікіту та родовищами рідкісних мінералів.
Кам'яна промисловість у Тведалені характерна найбільшими кар'єрами Норвегії. Десяток підприємств займають площу в 7000 акрів. Кар'єри в районі Ларвіка мають 400 робочих місць та обіг понад 500 мільйонів норвезьких крон щорічно. Кар'єри в Тведалені займають 70% площі. Камінь у блоках відвантажується з порту Ларвік, тоді як 90-95% продукції – це так званий кам'яний брухт. Його відвантажують місцевим шляхом з гавані Свартебукт у Мер'єфіордені, і щорічно він становить близько 400 000 тонн.
До 1980 року в Тведалені були магазин, автобусне сполучення та поштове відділення.
Між Хельгероа та Лангангеном є сполучення з Fv60.